# نوربوتن

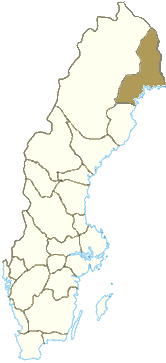
موقعیت نوربوتن در سوئد

نوربوتن (به انگلیسی: Norrbotten) یکی از استان‌های سوئد است که در شمال این کشور قرار دارد و از جنوب با وستربوتن، از غرب با لاپلند و از شرق با فنلاند هم‌مرز است و دارای ۱۹۳٫۳۷۴ نفر جمعیت و بیش از ۲۶٫۸۱۰ کیلومتر مربع مساحت است. مرکز این استان شهر لولئو است.
زبان‌های رایج در این استان سوئدی، فنلاندی و سامی است. کلیسای گاملستاد در این استان در میراث جهانی یونسکو ثبت شده است.